# 12491 Musschenbroek
12491 Musschenbroek è un asteroide della fascia principale. Scoperto nel 1997, presenta un'orbita caratterizzata da un semiasse maggiore pari a 2,9001044 UA e da un'eccentricità di 0,0515960, inclinata di 2,80073° rispetto all'eclittica.